# Mammillaria neopalmeri
Mammillaria neopalmeri är en kaktusväxtart som beskrevs av R.T. Craig. Mammillaria neopalmeri ingår i släktet Mammillaria och familjen kaktusväxter. Inga underarter finns listade i Catalogue of Life.